# Lee Rafkin
Lee Rafkin és un expert en marca i fundador i CEO de Rafkin Brand Consulting.

## Carrera
Lee Rafkin es va graduar magna cum laude a la Brown University i té un MBA en màrqueting per la Kellogg School of Management.
A principis de la seva carrera, entre 1996 i 1997, Lee va ser director de màrqueting de la divisió de productes de consum de Nickelodeon i, entre 1994 i 1996, va ser director de marca a Nabisco i entre 1991 i 1993 a Pillsbury.
Rafkin ha ocupat càrrecs de lideratge superior a Futurebrand (IPG), Siegel+Gale (Omnicom) i Consumer Dynamics (Independent).
El 2002, Lee Rafkin va fundar l'empresa Rafkin a la ciutat de Nova York.